# An allem sind die Juden schuld
An allem sind die Juden schuld (« Les Juifs sont coupables de tout ») est une chanson politico-satirique du compositeur allemand Friedrich Hollaender datant de 1931.
La chanson est interprétée pour la première fois en septembre 1931 au cabaret berlinois Tingel-Tangel-Theater de Hollaender et fait partie de la revue Spuk in der Villa Stern (Fantômes dans la villa Stern). Elle ridiculise les images négatives et antisémites du Juif qui est « responsable de tous les malheurs du monde », en présentant ces images négatives avec une argumentation typique par l'absurde. Les allégations antisémites sont fréquemment émises sans justificatifs ou avec des arguments non démontrables ou non contrôlables. Le refrain de la chanson emploie et répète maintes fois une argumentation tautologique : « Les Juifs sont coupables parce qu'ils sont coupables ». 

## Construction et technique satirique de la chanson
Refrain de la chanson :
| Allemand | Traduction française |
| --- | --- |
| An allem sind die Juden schuld ! Die Juden sind an allem schuld ! Wieso, warum sind sie dran schuld ? Kind, das verstehst du nicht, sie sind dran schuld. Und Sie mich auch! Sie sind dran schuld ! Die Juden sind, sie sind und sind dran schuld ! Und glaubst du’s nicht, sind sie dran schuld, an allem, allem sind die Juden schuld ! Ach so ! | De tout, les Juifs sont coupables ! Les Juifs sont coupables de tout ! Comment, pourquoi ils sont coupables de cela ? Enfant, tu ne comprends pas, ils sont coupables de cela. Et pour moi aussi! Ils sont coupables de cela ! Les Juifs sont, ils sont et sont coupables de cela ! Et si tu ne le crois pas, ils sont coupables de cela, De tout, tout, les Juifs sont coupables ! Oui, c'est ça ! |

Les différentes strophes reprennent ironiquement et de façon exagérée, les multiples reproches antisémites traditionnels, comme par exemple : les Juifs sont les seuls responsables des catastrophes mondiales comme la défaite de l'Allemagne lors de la Première Guerre mondiale, la Révolution russe de 1917 ou la crise économique de l'après-guerre. Des évènements et processus politiques et économiques globaux seraient ainsi à la merci d'un groupe de personnes. À côté de la critique fondamentale de l'antisémitisme, l'un des motifs du compositeur est la critique sociale de l'époque, avec notamment la montée en puissance du Parti national-socialiste, qui un an auparavant, en 1930, lors des élections au Reichstag, ressortait comme la seconde force politique du pays.
Pendant qu'il rédige le texte de la chanson, Hollaender écrit lui-même la mélodie en s'inspirant de l'air de la Habanera (L'Amour est enfant de Bohème) de l'opéra de Georges Bizet, Carmen. Sa première interprétatrice, Annemarie Hase, d'origine juive, la chante sur un air espagnol.
À l'époque, de nombreuses personnes dans le monde germanophone, connaissent le texte de Carmen dans sa version traduite en allemand, et bien que le texte d'Hollaender n'ai aucune relation avec le texte original, elles ne peuvent inconsciemment faire le lien avec la mélodie originale. La parodie devient grotesque quand on compare la chanson de Carmen, l'Amour vient des Gitans, de celle d'Hollaender, le mal vient des Juifs. Le texte lui-même, et le lien avec la musique de la Habanera conduisent à un état de contradiction, de paradoxe des slogans antisémites qui doit attirer l'attention.
Le théoricien de la musique Dietmar Klenke considère la chanson d'Hollaender comme un modèle pour le mécanisme de projection du bouc émissaire, et se prononce sur l'efficacité de la satire de la chanson. Avec la mélodie, les contemporains ont associé, d'après l'action de la Carmen de Bizet, les années de Weimar au monde des Gitans, où une jeune Gitane s'exprime d'une manière amorale sur le terrain glissant de la sexualité.[…] Quand le compositeur met cette mélodie dans la bouche d'un brave national-socialiste, il le rend ridicule aux yeux de ses concitoyens éclairés. La mélodie immorale devait aider à démystifier le nazisme
. Il ajoute que l'aspect provocateur de la chanson ne peut être compris que si on se remémore la période de confrontation et d'hostilité associée au choc de la crise économique mondiale.
Dans la revue, le fantôme apparaît et se met alors à chanter : « Huhu ! du ! Je suis un petit Hitler et je mords tout à coup ! Vous serez tous mis dans le mauvais sac ! Huhu ! Hihi ! Haha ? Wauwau ! – pas un chien n'a été effrayé ! »

## Réactions
Le Comité central des Juifs allemands émet peu de temps après la première représentation une protestation, décrivant le morceau comme « un cas d'école d'une méconnaissance et d'une distorsion […], qui n'est pas différent de l'agitation antisémite actuelle », et désigne la chanson comme « révoltante et répugnante ». 
Le journal catholique Germania juge que « La revue a été écrite pour un public juif, qui se croit obligé d'exprimer ses émotions et ses complexes vis-à-vis d'un milieu dans lequel il est contraint de vivre, et qui se défoule de la même façon qu'un goy antisémite plein de préjugés ». 
La revue d'Hollaender se révèle un vrai succès, malgré de telles critiques et est programmée plus de cent fois. Le magazine Film-Kurier écrit en des termes dithyrambiques : « Hollaender reste le Frédéric le Grand dans ce type d'art mineur ».
Tandis que l'ensemble de la revue tombera plus tard dans l'oubli, An allem sind die Juden schuld va rester une chanson populaire. Selon Annemarie Hase, celle-ci sera interprétée entre autres par des artistes connus comme Marlène Dietrich, Katja Ebstein, Irmhild Wagner ou Bernd Stephan. La musique de la chanson servira de musique d'arrière-plan dans une des scènes du film historique canadien de 2003 pour la télévision : Hitler : La Naissance du mal.

## Éditions
Le texte de la chanson se trouve dans le livre de Walter Rösler : Das Chanson im deutschen Kabarett 1901–1933, Henschelverlag, Berlin 1980, pages 295–296.